# Stefan Langner

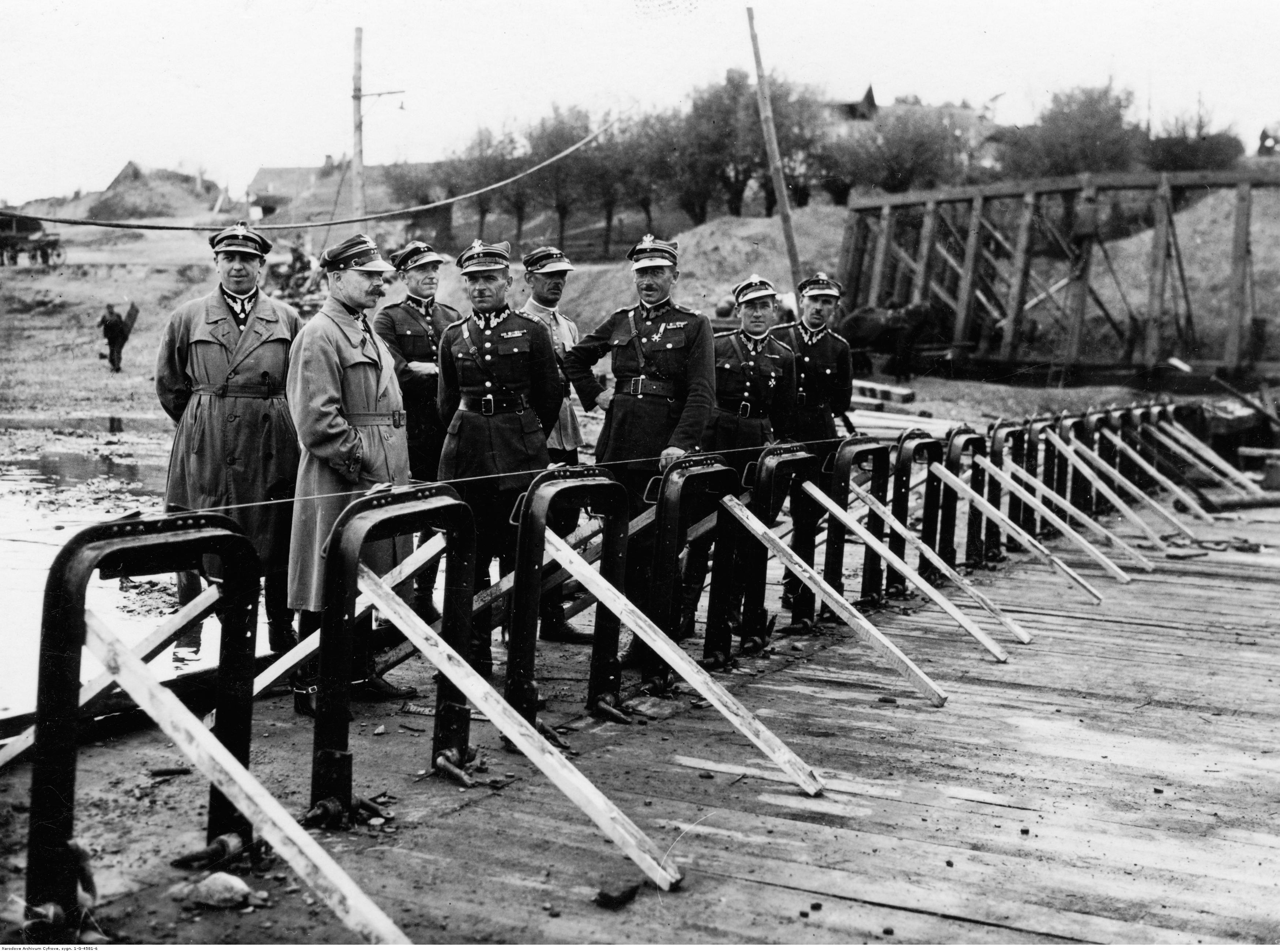
Budowa jazu na Sanie - oficerowie Korpusu Kontrolerów w towarzystwie d-cy ppłk. Stefana Langnera i oficerów 4 bsap z Przemyśla

Stefan Langner (ur. 30 czerwca 1895 w Sulęcinku, zm. 21 lipca 1989 w Warszawie) – pułkownik inżynier saperów Wojska Polskiego, kawaler Orderu Virtuti Militari.

## Życiorys
Urodził się 30 czerwca 1895 w Solcu (niem. Warberg) jako syn Antoniego i Cecylii z d. Radowicz, w powiecie średzkim. Po ukończeniu gimnazjum w Essen rozpoczął studia agronomiczne na Uniwersytecie Poznańskim. 
W 1914 roku został powołany do wojska niemieckiego i po kilkumiesięcznej służbie w 24 pułku pionierów skierowany do Szkoły Oficerskiej Pionierów w Hanowerze Minden. Po jej ukończeniu, powrócił do 24 pułku pionierów, w którym był dowódcą plutonu a następnie kompanii. Z pułkiem tym wyjechał na front francuski, gdzie do 1918 roku brał udział w walkach pod: Ypres, Brugge i Verdun.
Jesienią 1918 roku wrócił do kraju i już 1 listopada wstąpił do Wojska Polskiego, w którym otrzymał przydział do 1 pułku inżynieryjnego z dniem 2 grudnia 1918 roku w Warszawie. W lutym 1919 roku został odkomenderowany z grupą saperów do pociągu pancernego „Mściciel” i skierowany na front wojny polsko-bolszewickiej na Wołyniu. W czasie walk o Kowel wsławił się rozbrojeniem ładunków zaminowanego mostu kolejowego na rzece Turii. Następnie wysadził most kolejowy na rzece Stochód, przez co uniemożliwił nieprzyjacielowi opanowanie go pociągami pancernymi. Następnie jako dowódca kompanii pionierów i referenta technicznego 9 Dywizji Piechoty dowodzonej przez gen. Sikorskiego, wyróżnił się w kierowaniu pracami fortyfikacyjnymi na przyczółku mostowym „Rzeczyca” w czerwcu 1920 roku. Do 1921 roku był zastępcą szefa Inżynierii i Saperów 2 Armii. 
W okresie od 1922 do 1924 dowodzi XXIII batalionem saperów, a w 1925 roku dowodzi XVII batalionem saperów w 7 pułku saperów. W 1926 roku został wyznaczony na zastępcę szefa Inżynierii i Saperów DOK VII w Poznaniu. A w 1927 roku zostaje zastępcą dowódcy 9 pułku saperów. W latach 1930–1934 był dowódcą 4 batalionu saperów w Przemyślu. Był członkiem oddziału Polskiego Białego Krzyża w Przemyślu. W 1934 przeszedł na stanowisko Dowódcy Saperów w Ministerstwie Spraw Wojskowych. W 1936 roku wyznaczono go na dowódcę 3 Grupy Saperów, obejmującej 12 ośrodków sapersko-pionierskich, zorganizowanych przy dywizjach piechoty.
W lipcu 1939 roku został wyznaczony na stanowisko dowódcy saperów Armii „Łódź”. Po wycofaniu się armii do obrony Warszawy, był dowódcą saperów Armii „Warszawa” broniącej Warszawy – aż do kapitulacji. Po kampanii wrześniowej przebywał w obozie jenieckim w Murnau.
Po uwolnieniu z niewoli 29 kwietnia 1945 przebywał krótko na terenie Niemiec, po powrocie z niewoli zgłosił się do służby wojskowej i został przyjęty do LWP, ale w 1946 roku, ze względu na stan zdrowia, został przeniesiony do rezerwy. Pozostał w Warszawie, gdzie pracował w budownictwie przy odbudowie stolicy. W 1956 ukończył studia na wydziale budownictwa Politechniki Warszawskiej  i otrzymał dyplom inżyniera.
Zmarł 21 lipca 1989 w Warszawie. Pochowany na cmentarzu Wawrzyszewskim.

## Awanse
- podporucznik – 1918
- porucznik – 1 grudnia 1919[13]
- kapitan – 1919 – zweryfikowany ze starszeństwem z dniem 1 czerwca 1919[14][15]
- major – 1924 – zweryfikowany ze starszeństwem z dniem 1 lipca 1923 lokata 10[16][17]
- podpułkownik – 1932 – zweryfikowany ze starszeństwem z dniem 1 stycznia 1931[18]
- pułkownik – 1938 – zweryfikowany ze starszeństwem z dniem 19 marca 1938[19]

## Ordery i odznaczenia
- Krzyż Złoty Orderu Wojennego Virtuti Militari (1939)[20]
- Krzyż Srebrny Orderu Wojskowego Virtuti Militari nr 8176 (1922)[21][4]
- Krzyż Kawalerski Orderu Odrodzenia Polski
- Krzyż Walecznych (trzykrotnie)
- Złoty Krzyż Zasługi (10 listopada 1928)[22]
- Medal Pamiątkowy za Wojnę 1918–1921
- Medal Dziesięciolecia Odzyskanej Niepodległości

5 listopada 1935 Komitet Krzyża i Medalu Niepodległości odrzucił wniosek o nadanie mu tego odznaczenia „z powodu braku pracy niepodległościowej”.

## Opinie
- Charakter: rzutki, energiczny i żołnierski. Przydatność służbowa: pracuje lojalnie z zamiłowaniem i talentem. Ma inicjatywę. Wartości taktyczne: duże zdolności taktyczne i umiejętność zrozumienia dowódcy broni połączonej. Dalsze użycie :może zająć wyższe stanowiska. /14.XI.1938/ /-/ gen.Berbecki.
- Ćwiczenie w zakresie obrony obustronnie opartej: praca słaba. 28 .XI-7.XII.1938/. / - / gen.Szylling.
- Ćwiczenie w zakresie obrony stałej na skrzydle otwartym ugrupowania: praca przeciętna. /Muszę od razu zastrzec się, że warunki i sposób, w jakich ta praca została przeprowadzona, nie dają podstawy do oceny miarodajnej dla wartości danego dowódcy/. 11 – 19.III. 1938r. /-/ gen.Piskor.